# Beauharnois-Salaberry
A Regionalidade Municipal do Condado de Beauharnois-Salaberry está situada na região de Montérégie na província canadense de Quebec. Com uma área de mais de quatrocentos quilómetros quadrados, tem, segundo o censo de 2004, uma população de cerca de sessenta mil pessoas sendo comandada pela cidade de Beauharnois. Ela é composta por 7 municipalidades: 2 cidades, 4 municípios e 1 freguesia.

## Municipalidades

### Cidades
- Salaberry-de-Valleyfield
- Beauharnois

### Municípios
- Sainte-Martine
- Saint-Étienne-de-Beauharnois
- Saint-Stanislas-de-Kostka
- Saint-Urbain-Premier

### Freguesia
- Saint-Louis-de-Gonzague